# Nikki Fuller
Nikki Fuller (Dayton, Ohio; 23 de enero de 1968) es una culturista profesional estadounidense.

## Primeros años
Nació como Nikki Garner en Dayton (Ohio), y se trasladó con su familia a Gresham (Oregón), cuando tenía 10 años. Se interesó por el atletismo cuando estudiaba en el instituto de Gresham. Fuller compitió en atletismo y, como estudiante de primer año en 1983, ayudó a su equipo a quedar invicto y a obtener el primer puesto en el campeonato estatal de waterpolo.
Después de graduarse, Fuller se centró en el culturismo, tras darse cuenta de su propio potencial a través del deporte. Cuando empezó a entrenar en un gimnasio local, Fuller pesaba 56 kilos, pero pronto añadió 9 kilos de músculo.

## Vida personal
Según las publicaciones en su perfil personal de Instagram, Fuller es una conservadora y ferviente partidaria del expresidente Donald Trump. También es una cristiana profesante. En 2015 grabó la escena pornográfica Meet The Ever So Sexy Nikki Fuller.

## Carrera profesional

### Culturismo
Debutó en la competición en la Novice Oregon de 1988 y obtuvo el primer puesto. A continuación, Fuller puso sus miras en escenarios más grandes y obtuvo el tercer puesto en la Emerald Cup de 1988, concurso que volvería a ganar al año siguiente. Fuller se convirtió en profesional tras ganar los títulos de peso pesado y general en los National Physique Committee Nationals de 1990.
En 1988 y 1989, Fuller obtuvo el primer puesto en las Henry Weinhard's Handcar Races de Sacramento, San Francisco y Portland (Oregón), así como en la Labatt's de la Columbia Británica. Posteriormente fue patrocinada por Henry Weinhard's. Su carrera profesional incluyó un primer puesto en el Jan Tana Classic de 1992 y los 10 primeros puestos en los concursos Ms. Olympia y Ms. International.
En 1993, Fuller apareció en la portada de The Women, un libro de fotografías de las mejores culturistas femeninas compilado por Bill Dobbins.

#### Historial competitivo
- 1988 - Novice Oregon – 1º puesto
- 1988 - Emerald Cup – 3.er puesto
- 1989 - Emerald Cup – 1º puesto
- 1989 - Bill Pearl Classic – 1º puesto
- 1989 - Pacific Coast – 1º puesto
- 1989 - Emerald Cup – 1º puesto
- 1989 - Orange County Classic – 2.º puesto
- 1990 - NPC USA Championship – 2º puesto (HW)
- 1990 - IFBB North American – 2º puesto (HW)
- 1990 - IFBB World Amateurs – 3º puesto (HW)
- 1990 - NPC Nationals – 1º puesto (HW y Overall)
- 1991 - Jan Tana Classic – 8º puesto
- 1991 - Ms. International – 7º puesto
- 1992 - Jan Tana Classic – 1º puesto
- 1992 - Ms. Olympia – 9º puesto
- 1993 - Ms. Olympia – 14º puesto
- 1995 - Ms. International – 6º puesto
- 1996 - Jan Tana Classic – 7º puesto
- 1997 - Ms. International – 10º puesto

### Actuación
En 1999, Fuller abandonó el culturismo por primera vez en once años y puso sus ojos en Hollywood. Se trasladó a Los Ángeles y, posteriormente, obtuvo papeles no acreditados en televisión en Ally McBeal (como doble de cuerpo de la actriz principal Calista Flockhart en el capítulo 5, capítulo 12, "The New Day") y en Arli$$ (en el capítulo 4, capítulo 6, "Moments to Remember", como actriz de fondo en una escena en la que aparecen Jim Turner, Jack LaLanne y Tony González). También tuvo una aparición acreditada en Just Shoot Me! (frente a David Spade como una boxeadora en el episodio "Finch and the Fighter").
Fuller también apareció en un anuncio de 2001 de Right Guard Extreme con Dave Chappelle como una de las dos luchadoras.

### Lucha libre
Fuller apareció en el programa de televisión Women of Wrestling (WOW) como Athena; tras finalizar su contrato con WOW, continuó luchando profesionalmente con su propio nombre. De 2001 a 2004 estuvo en Ultimate Pro Wrestling (UPW), una empresa que representa a World Wrestling Entertainment como casa de talentos de la Costa Oeste.